# Sophie von Weiler
Sophie Pauline von Weiler (Bolduque, 24 de diciembre de 1958) es una exjugadora neerlandesa de hockey sobre césped.

## Trayectoria
von Weiler debutó con la camiseta de la selección neerlandesa en 1978. En los Juegos Olímpicos de Los Ángeles 1984 ganó la medalla de oro. En Seúl 1988 derrotó al Reino Unido, en el partido por el tercer lugar, y obtuvo la medalla de bronce.